# Adoctrinamiento

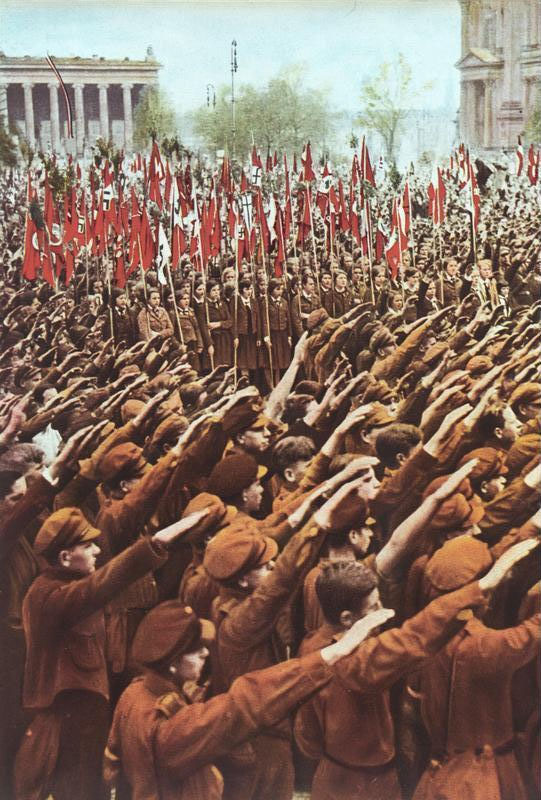
Miembros de las Juventudes Hitlerianas realizando el saludo nazi en un mitin en el Lustgarten de Berlín, 1933.

El adoctrinamiento (a veces llamado indoctrinación, por influjo del inglés), es el conjunto de medidas, prácticas educativas y de propaganda tomadas por una autoridad, ya sea epistémica o deóntica, encaminadas a inculcar determinados valores o formas de pensar en los sujetos a los que van dirigidas. Históricamente, el adoctrinamiento ha sido promovido tanto por las élites sociales dominantes como medio de control social no explícito ni necesariamente coactivo, pero sí influyente; como por grupos religiosos e ideológicos extremistas, frecuentemente contrarios al orden establecido. Algunos autores también consideran adoctrinamiento a la información filtrada de ciertos grupos extremistas, que puede influenciar tanto a personas como a menores por su posición sesgada o ingenua. En regímenes totalitarios se denomina como adoctrinamiento a cualquier modelo de pensamiento del oponente político, pero nunca a las prácticas adoctrinantes practicadas por el mismo estado.
Una enseñanza condicionada es en cierto grado inevitable en la enseñanza padre-hijo, pues los seres humanos son animales sociales que inevitablemente se ven afectados por el contexto en el que se desarrollan. Sin embargo, esto puede ser mitigado por prácticas que favorezcan el libre pensamiento y el uso de la razón crítica, siendo esta la principal diferencia entre el adoctrinamiento y la educación: el primero, a diferencia de la educación, nunca pretende convertir al sujeto en un individuo autónomo con juicio propio, sino que se caracteriza por la fe ciega y la ausencia de pensamiento crítico. En casos extremos, el adoctrinamiento incluso puede ir acompañado de técnicas de lavado de cerebro.

## Historia
El término aparece frecuentemente en los escritos de diversos teóricos sociales y analistas políticos entre los que podemos mencionar a Noam Chomsky o Albert Einstein. Chomsky ha argumentado suministrando una amplia colección de ejemplos la existencia de sesgos sistemáticos en los medios a favor de ciertos intereses de las élites dominantes.
El uso del adoctrinamiento como medio de control social es parte del modelo de propaganda expuesto por Edward S. Herman y Noam Chomsky. De acuerdo con este modelo la causa de los sesgos sistemáticos en los medios de comunicación son factores estructurales económicos. El marketing, la publicidad, las industrias de las relaciones públicas y los institutos de opinión son usados sistemáticamente para reforzar los intereses de las élites de negocios. Además influyentes lobbies religiosos y económicos han usado con frecuencia el sistema educativo y las comunicaciones electrónicas centralizadas para influir en cierto sentido en la opinión pública.
Ese tipo de prácticas provoca restricciones sobre el grado de democracia que puede alcanzarse, dado que la mayor parte de los ciudadanos no recibe la información necesaria para hacer decisiones racionales sobre asuntos éticos, sociales y económicos, sino más bien la que esos lobbies corporativos quieren y desean.
Albert Einstein resumía el papel de los medios en un artículo de 1949:

El capital privado tiende a concentrarse en pocas manos, en parte debido a la competencia entre los capitalistas, y en parte porque el desarrollo tecnológico y el aumento de la división del trabajo animan la formación de unidades de producción más grandes a expensas de las más pequeñas. El resultado de este proceso es una oligarquía del capital privado cuyo enorme poder no se puede controlar con eficacia incluso en una sociedad organizada políticamente de forma democrática. Esto es así porque los miembros de los cuerpos legislativos son seleccionados por los partidos políticos, financiados en gran parte o influidos de otra manera por los capitalistas privados quienes, para todos los propósitos prácticos, separan al electorado de la legislatura. La consecuencia es que los representantes del pueblo de hecho no protegen suficientemente los intereses de los grupos no privilegiados de la población.
Albert Einstein, Why Socialism?

## Educación
El adoctrinamiento está ligado estrechamente a la educación, desde el origen etimológico de la palabra hasta la práctica por su la naturaleza epistemológica. Si bien la educación idealmente no será adoctrinamiento, el adoctrinamiento siempre conlleva procesos educativos.
Las cadenas de mando de autoridad en el sistema educativo favorecen al adoctrinamiento, si bien estas autoridades pueden ser epistémicas, en la abrumadora mayoría de los casos son principalmente deónticas, debido al poder punitivo que puede ejercer tanto el personal docente como los cuerpos directivos de las instituciones. En el acto de adoctrinar siempre están involucrados juegos de poder, los cuáles también se hacen presentes en los sistemas de educación verticales.
El adoctrinamiento en el aula de clases puede distinguirse en dos categorías:
Las prácticas que ejercen la faceta epistemológica del adoctrinamiento, como enseñar a partir de preconcepciones, utilizar el título de la ciencia para enseñar opiniones o contenido que no está comprobado, enseñar contenido como único e inamovible y darle mayor importancia a ciertos valores como un tipo particular de inteligencia.
La educación puede llegar a fomentar el adoctrinamiento desde su faceta ideológica, para apoyar o desacreditar a un partido político, inventar datos para fomentar una ideología determinada o propiciar discursos de odio como machismo, racismo, xenofobia, homofobia, transfobia. etc.
Resulta de importancia comprender que el adoctrinamiento se compone de la intención por adoctrinar, el contenido adoctrinante, los métodos autoritarios y la finalidad del acto. Estas cuatro dimensiones dan origen a las prácticas adoctrinantes, actuando en conjunto pero también es posible que sólo se encuentren algunas de ellas presentes al momento de adoctrinar.
Desde el contenido es importante destacar una diferencia entre cómo son abordados desde el adoctrinamiento y desde la educación, la primera práctica no enseña hechos, sino que busca implantar creencias y opiniones disimulando que estas son absolutas y ciertas con la finalidad de beneficiar a una autoridad que puede o no creer en ellas realmente. Todas las formas de conocimiento están hasta cierto punto imbuidas con las creencias de la sociedad en la que se forjaron, ninguna forma de cultura escapa al carácter histórico del ser humano. Sin embargo en la buena educación no se oculta a la ideología presente en los contenidos, sino que es abordada de forma crítica, explícita y consciente, privando a la ideología de su mayor poder, que es el supuesto de absolutas que le dan las prácticas adoctrinantes.
Cuando el método educativo se basa en la negación de la conciencia y la libre expresión, este encarna la esencia misma del adoctrinamiento. Cabe destacar que este puede llevarse a cabo incluso de forma independiente al contenido y a la intención si se realizan prácticas basadas en la respuesta pasiva y en la negación de cualquier idea que no se ajuste a las de la autoridad.
Para prevenir el adoctrinamiento en el sistema educativo la psicología constructivista ha llegado a una serie de recomendaciones que favorecen el libre y responsable pensamiento así como el reconocimiento de la necesidad de una sociedad más democrática y multicultural, esto a través de una reformulación del mismo espacio educativo.
Para esto se vuelve necesario reconocer el conocimiento mismo no como una materia de existencia a priori, sino como un proceso en constante dialéctica, de construcción colectiva e individual, que se forma al momento de confrontar ideas. El aprendizaje es favorecido con la confrontación entre el grupo y el medio, el medio proporciona presión selectiva que obliga al cambio mediante el análisis y la reformulación de aquellas prenociones que impedían el aprendizaje de quienes estudian.
Rediseñar desde el constructivismo los espacios educativos en un sentido humano permite valorar el cometer errores durante las actividades pedagógicas basadas en la cooperación, para así reemplazar “el paradigma del enfoque dogmático a la información” con “el paradigma del enfoque científico a la información”, pues entender la capacidad de equivocarse en el aprendizaje como algo positivo fomenta que la información con la que se trabaja está formada de información provisional y aproximada que deberá modificarse al encontrar modelos que se ajusten mejor a la realidad.
Con esto en mente las autoridades epistémicas podrán dejar cada vez más de lado sus roles deónticos y punitivos para actuar más como mediadores con el mundo, no amortiguando la dificultad de los conflictos didácticos sino para propiciar dichas oportunidades de confrontación pedagógica y democrática, anticipando que el grupo sea competente en la formación de argumentos para que cada participante pueda expresar libremente su opinión.

## Política
El adoctrinamiento político hace referencia a la inclusión de valores que favorecen a determinado régimen, esto es especialmente común en gobiernos totalitarios y dictatoriales, sin embargo toda forma de propaganda puede ser considerada de una u otra forma como adoctrinante. La propaganda históricamente se ha producido en múltiples formatos, como libros, libros de texto, revistas, panfletos, pósteres y con la llegada de nuevas tecnologías como películas, programas y anuncios de televisión y contenido de internet.

## Religión
En la actualidad, libertad de culto se considera un derecho fundamental, pues cada individuo tiene la capacidad de elegir libremente practicar una o ninguna religión. Los grupos religiosos deben de evitar las posibles prácticas adoctrinantes que se pueden llevar a cabo por el carácter didáctico de los mismos. Cada individuo se conoce a sí mismo y se autodefine.
Las enseñanzas religiosas son el de transmitir de sabiduría, conocimiento, respeto y Libre albedrío. Se distingue y contrasta la indoctrinación de las enseñanzas religiosas por tres puntos: el método, el contenido y la intención. El adoctrinamiento se define por los medios utilizados para asegurar la aceptación de creencias y/o la capacidad de defender tales creencias, el último de estos tres puntos es el que define al adoctrinamiento, la intención por parte del sistema, deja poco o nada de espacio para la discusión libre, el cuestionamiento y la crítica, impidiendo la capacidad de los individuos para pensar por sí mismos.
En casos, se puede llegar al lavado de cerebro, donde una ideología es empleada como doctrina y el entorno estructural del grupo cultural dominante fortalecen y refuerzan las condiciones para el adoctrinamiento.
Los nuevos movimientos religiosos (NRMs, New Religious Movements en inglés) han aumentado desde los años 1960, atrayendo la atención de psicólogos, escuelas de religión, autoridades legales, los medios y el público general. Con la primera generación de gente convertida en estos movimientos, se ha dado la crítica en torno a acusaciones de lavado de cerebro y control mental.
Una cantidad desproporcionada de investigación y teorización relacionada se ha referido a la afirmación de que el reclutamiento a ciertos "cultos" ha sido esencialmente involuntario en el sentido de que las poderosas técnicas de "lavado de cerebro", "control mental" o "persuasión coercitiva" han dado lugar a los procesos de conversión y compromiso psicológicamente coercitivo y no consensuado a pesar de su estado formalmente voluntario.

## Ejército
El adoctrinamiento militar es un proceso mediante el cual los civiles se transforman en miembros del servicio militar. El objetivo es preparar físicamente y mentalmente a cada uno de los cadetes e infundirles una comprensión y voluntad de vivir de acuerdo con los valores de cada servicio.
El adoctrinamiento militar tiene tres objetivos específicos:
1. Quitar características que son perjudiciales para la vida militar, es decir, subordinar el interés propio para seguir órdenes.
2. Por defensa propia, eliminar el enemigo si está en riesgo su vida.
3. Permitir que los reclutas se vean a sí mismos en términos colectivos.

Esto no se debe confundir con el adoctrinamiento por parte de un culto u organización, se busca que el recluta defienda sus propios valores, su honor e integridad. Individualmente, cada uno de los reclutas debe llevar a cabo diversas responsabilidades y demostrar habilidades en decisiones complejas.
El adoctrinamiento militar estricto es un proceso constructivo y de adaptación, en un principio el recluta se ve alejado de su individualidad para formar parte de un grupo que tiene valores y actitudes definidas, cada individuo se ve expuesto a diferentes fuentes de estrés, como la intensa actividad física y falta de descanso, la primera etapa se le conoce como despluralización.
La segunda etapa es la conformidad, donde el individuo poco a poco va tomando nuevas actitudes y las demuestra en grupo para seguir los movimientos u órdenes impuestas para cubrir con las demandas que exige el grupo, se busca evitar el castigo o la represión, de una forma se busca el apoyo hacia el grupo.
La tercera etapa es la internalización donde el individuo empieza a aceptar las creencias e ideología del grupo, por curiosidad, presión social o justificar el cumplimiento previo, y la última etapa es la consolidación, hay lealtad adquirida hacia el grupo.